# Finnische Fußballmeisterschaft 1921
Die finnische Fußballmeisterschaft 1921 war die 13. Saison der höchsten finnischen Spielklasse im Herrenfußball.
Helsingin Palloseura gewann den ersten Titel in der Vereinsgeschichte.

## Ergebnisse

### Halbfinale
|              | Ergebnis |                      |
| ------------ | -------- | -------------------- |
| Vasama Vaasa | 0:5      | HJK Helsinki         |
| Åbo IFK      | 0:3      | Helsingin Palloseura |

### Finale
|                      | Ergebnis |              |
| -------------------- | -------- | ------------ |
| Helsingin Palloseura | 1:1      | HJK Helsinki |

Entscheidungsspiel
|              | Ergebnis |              |
| ------------ | -------- | ------------ |
| HPS Helsinki | 2:1      | HJK Helsinki |